# Santuario arcivescovile della Beata Vergine dei Miracoli
Il santuario di Corbetta (noto ufficialmente come santuario arcivescovile della Beata Vergine dei Miracoli o più correttamente come santuario arcivescovile della Beata Vergine dei Miracoli in San Nicola), è un luogo di culto ubicato a Corbetta (MI). Esso rappresenta il principale dei siti per il culto mariano dell'area del magentino. L'immagine miracolosa in esso venerata, nota come Madonna di Corbetta, è stata dichiarata patrona di zona nel 1955 dall'allora arcivescovo di Milano, Giovanni Battista Montini.

## Storia

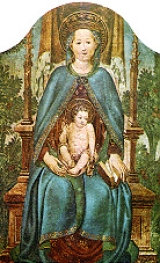
L'immagine miracolosa della Madonna di Corbetta.

La storia e l'evoluzione artistica del santuario della Madonna dei Miracoli, il più importante edificio di culto corbettese, sono legate indissolubilmente all'apparizione miracolosa del 17 aprile 1555. In quel giorno infatti, primo giovedì dopo la Pasqua di Risurrezione, nella piazzetta antistante la piccola chiesa di San Nicola (oggi parte inferiore del santuario) tre fanciulli, Cesare dello Stampino, Antonio della Torre e il fratello di quest'ultimo Giovanni Angelo (detto Novello), sordomuto dalla nascita, giocavano alle bocce sotto il ritratto della Madonna con il Bambino affrescato sulla facciata della chiesa. All'improvviso il piccolo Giovanni, riacquistando udito e parola, indicava ai compagni la celeste visione del Bambino che, staccatosi dal dipinto, era disceso tra loro per unirsi al gioco. La Madonna scese quindi anch'ella per riprendersi il Pargoletto e tornò al dipinto.
A quel primo miracolo ne sono seguiti altri; le numerose grazie ricevute infatti, oltre ad essere documentate e conservate presso gli archivi del santuario, sono esposte all'interno della cappella delle Benedizioni, luogo ove si possono ammirare oltre duecento ex voto, tradizionale forma di riconoscenza e devozione popolare. A seguito dell'apparizione e per contenere i continui pellegrinaggi, fece seguito un poderoso ampliamento e la chiesetta venne ampliata ed abbellita da brillanti nomi della pittura e dell'architettura italiana quali Francesco Croce, Fabio Mangone, Vincenzo Seregni, Francesco Pessina, Carlo Francesco Nuvolone, Giulio Cesare Procaccini, Giovan Battista Discepoli, Mosè Bianchi da Mairago, Luigi Pellegrini Scaramuccia.
Sin dal XVI secolo il santuario ottenne di disporre come proprio rappresentante un canonico della collegiata, col titolo di cappellano, ma fu solo dagli inizi dell'Ottocento che la chiesa poté disporre di un rettore specifico con l'obbligo di residenza presso la chiesa.
...
- Francesco Bonanome (vivente nel 1725)
- Gaspare Tosi
- Giuseppe Melchiorre Castoldi (1749-?)

...
- Giuseppe Castoldi (?-1793)

Sede Vacante (1793-1795)
- Carlo Antonio Ganna (1795-1812), canonico della Collegiata

Sede Vacante (1812-1813)
- Gaetano Luigi Bianchi (1813-1814), domenicano
- Francesco Porroni (1814-1827)
- Pietro Rigoli (1827-1835, dimesso)
- Giuseppe Mettica (1835-1861)
- Carlo Chierichetti (1861-1898, deceduto), canonico della Collegiata
- Felice Sigurtà (1898-1902)[4]
- Ercole Trecchi (1902-1928)
- Guido Vismara (1928-1930), oblato
- Giovanni Milani (1930-1968), prelato domestico di S.S.
- Alessandro Cattaneo (1968-1996), detto Sandro
- Mario Motta (1996-1º settembre 2008, ritirato)[5]
- Giuseppe Angiari (1º settembre 2008-1º settembre 2017), anche prevosto della Collegiata
- Giuseppe Galbusera (dal 1º settembre 2017), anche prevosto della Collegiata

L'immagine miracolosa si trova oggi nel santuario superiore, eccellentissimo esempio di barocco lombardo, racchiusa in una teca di cristallo, ancora sulla parete originaria dove fu dipinto da Gregorio Zavattari nel 1475. Ad esso è legata la Confraternita del Santissimo Rosario, che ha sede presso il santuario.
Dal 1913 il santuario venne riconosciuto "Edificio d'interesse monumentale nazionale".

Subito dopo i già citati lavori di restauro avvenuti tra il 1948 e il 1955, durante i quali sono state riportate alla luce antiche decorazioni e affreschi del cinquecento, venne riproposta l'idea di dedicare il santuario al culto di Dio e della Vergine, avanzata precedentemente dal cardinale Alfredo Ildefonso Schuster ma temporaneamente messa in attesa in seguito al decesso di quest'ultimo nel 1954. Quando venne nominato il nuovo arcivescovo di Milano si ripresero le preparazioni e finalmente il 17 aprile 1955, nel IV centenario del primo miracolo, Giovanni Battista Montini incoronò l'immagine della Madonna proclamandola "Beata Vergine dei miracoli venerata nel santuario di Corbetta, patrona della zona".
Di rilievo è anche il museo del santuario, ubicato nelle camere superiori del chiostro adiacente alla chiesa, che ospita numerose opere d'arte di gran pregio, tra cui la camera detta "di San Carlo" col mobilio effettivamente utilizzato dal Borromeo in visita a Corbetta sul finire del Cinquecento. La sala, costituita da un letto a baldacchino, da alcuni mobili ed oggetti collegati al santo arcivescovo di Milano, si trovava un tempo nella villa Frisiani Mereghetti dove il cardinale venne a suo tempo accolto in paese e dove ancora oggi si trova il luogo del suo soggiorno con affissa alla parete una lapide commemorativa. All'epoca della visita del cardinal Borromeo ricordano le cronache:
Al santuario arcivescovile della Beata Vergine dei Miracoli è tradizionalmente legato l'operato della locale Confraternita del Santo Rosario.
Nel 2014 il santuario è stato protagonista di un annullo filatelico delle Poste Italiane.

### Il "Perdono di Corbetta"

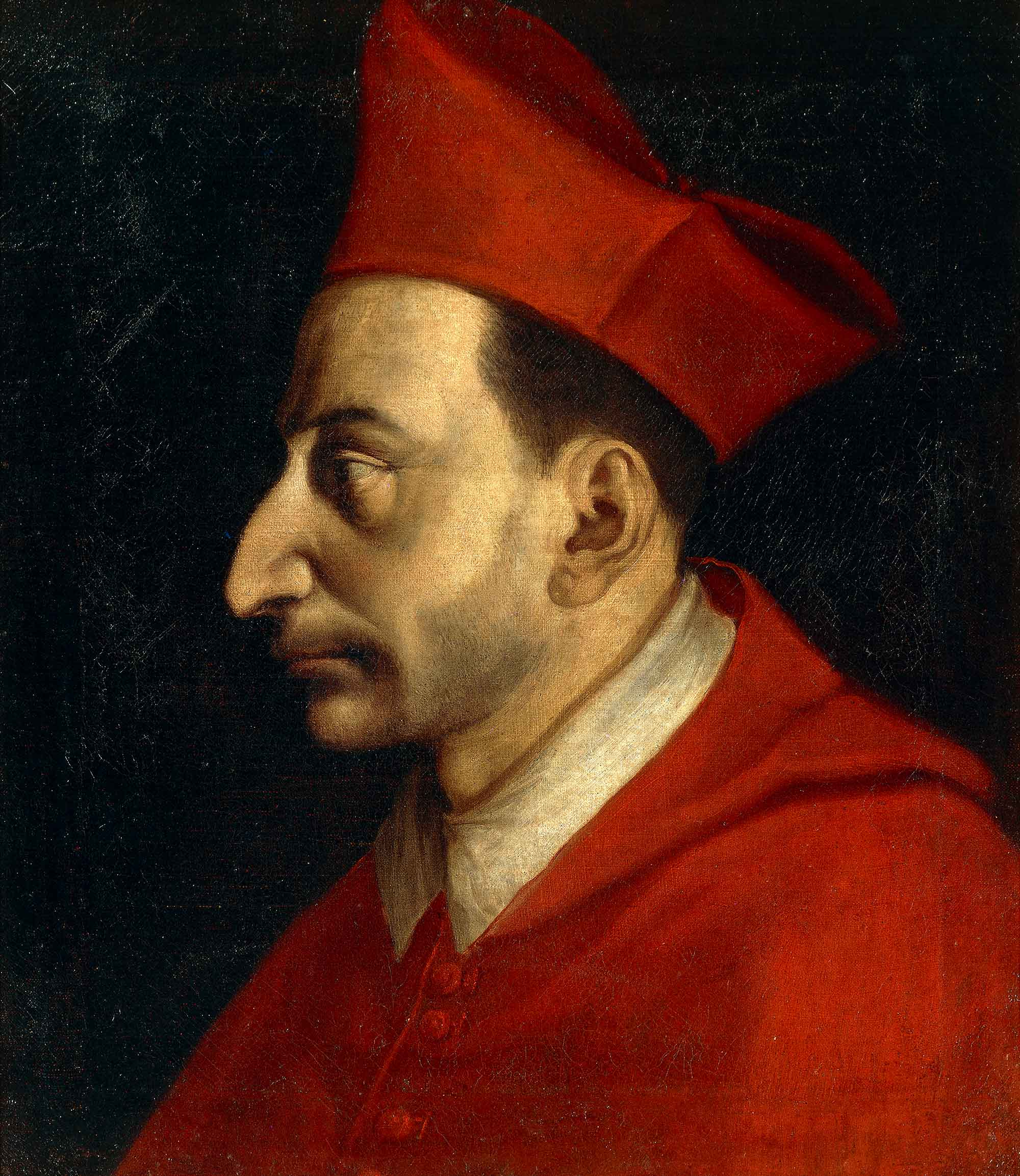
San Carlo Borromeo riuscì a intercedere presso lo zio Pio IV per la concessione della bolla del perdono di Corbetta

La tradizione vuole che il giorno in cui accadde il miracolo che fece iniziare la costruzione del nuovo santuario mariano a Corbetta, fosse il giovedì dopo Pasqua e questa data rimase legata alla celebrazione della festività della Madonna di Corbetta.
Fu papa Pio IV che, su intercessione del nipote arcivescovo di Milano, San Carlo Borromeo, con la bolla Unigeniti Filii Dei del 31 agosto 1562 concesse l'indulgenza plenaria straordinaria in forma giubilare a tutti quei fedeli che, ben disposti spiritualmente, si fossero legati a visitare l'immagine sacra conservata a Corbetta. Questo privilegio esclusivo, ovviamente, non fece altro che aumentare il numero di fedeli che accorrevano verso il tempio sacro, catalizzando la popolazione del milanese e del novarese.
Sarà poi lo stesso Carlo Borromeo a rinnovare la sua devozione alla Madonna corbettese, fermandosi qui in preghiera durante il suo pellegrinaggio a Torino in visita alla Sindone e in altre visite pastorali che egli fece alla pieve di Corbetta.

## L'architettura

### La chiesa prima del miracolo

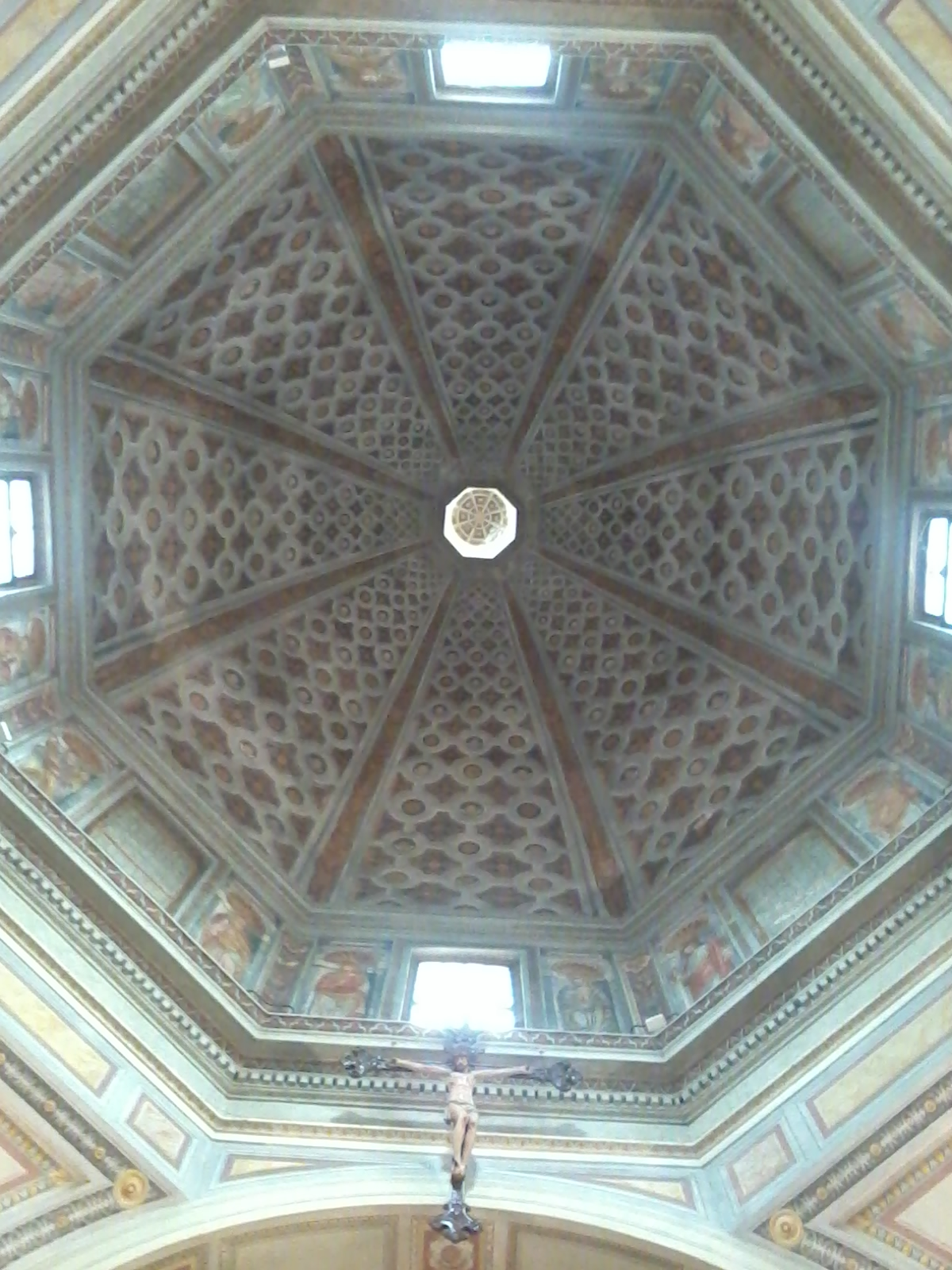
La cupola del santuario inferiore

Quello che oggi è conosciuto come il complesso del santuario arcivescovile della Beata Vergine dei Miracoli, sappiamo che anticamente corrispondeva ad una struttura di dimensioni più modeste, dedicata a san Nicola già dalla metà del XIII secolo.
Il primitivo oratorio venne ricostruito completamente attorno alla metà del Quattrocento in stile rinascimentale, venendo completato con un'ambiziosa cupola a tamburo ottagonale che rimane sino ai nostri giorni. Lo stile della facciata era ancora di ispirazione romanica e fu su questa stessa facciata che il pittore milanese Gregorio Zavattari affrescò una Madonna con Bambino nel 1475, opera di notevole rilievo, riconducibile stilisticamente a quei modelli di madonne della pittura toscana che hanno ravvicinato questo pittore alla scuola del senese Simone Martini.
La chiesa si sa che era posta in periferia del paese e più precisamente si trovava appena fuori le mura fortificate della città di Corbetta, in un'area circondata da boschi, e disponeva di un sagrato sterrato.

### Il primitivo santuario superiore
Dopo il miracoloso evento che nel 1555 aveva interessato proprio la chiesa di San Nicolao, venne costituito un comitato amministrativo avente lo scopo di proteggere il santuario, divenuto in brevissimo tempo un luogo di culto e pellegrinaggio.
Questo primo capitolo era costituito essenzialmente dai nobili del paese ed era retto per conto della collegiata di Corbetta dal canonico Ambrogio Spanzotta che nel 1556, per timore che il dipinto del miracolo potesse rovinarsi col tempo (data anche la posizione in cui si trovava, esposto alle intemperie ed all'incuria del tempo), propose in un primo momento di rimuovere l'affresco per portarlo all'interno della chiesa stessa, sull'altare maggiore, ma poiché questa operazione si presentava macchinosa e problematica per la salvaguardia del dipinto stesso, si concluse che si dovesse costruire una cappella per un nuovo santuario, che si appoggiasse direttamente alla facciata della chiesa.
Per la realizzazione di questo progetto divenne necessaria l'erezione di un portico nella parte inferiore della chiesa che facesse da atrio a quella già esistente, e nella parte superiore divenne ovvia la costruzione di una cappelletta che si presentava di dimensioni ridottissime (circa 6 x 4,80 metri), la cui volta era ornata con affreschi eseguiti da Francesco Pessina. Era possibile accedervi attraverso una piccola scala costruita all'interno della chiesa inferiore di San Nicola (ove oggi si trova la cappella del Crocifisso).
Giudicata inadatta a contenere il sempre crescente numero di fedeli accorsi a visitare la sacra immagine, nel 1574 si convenne sulla necessità di ampliare questa stessa cappelletta su disegno dell'architetto Vincenzo Seregni, che vi aggiunse anche una scala a settentrione per facilitare la discesa dei visitatori.

### Lavori di ampliamento della chiesa di San Nicola

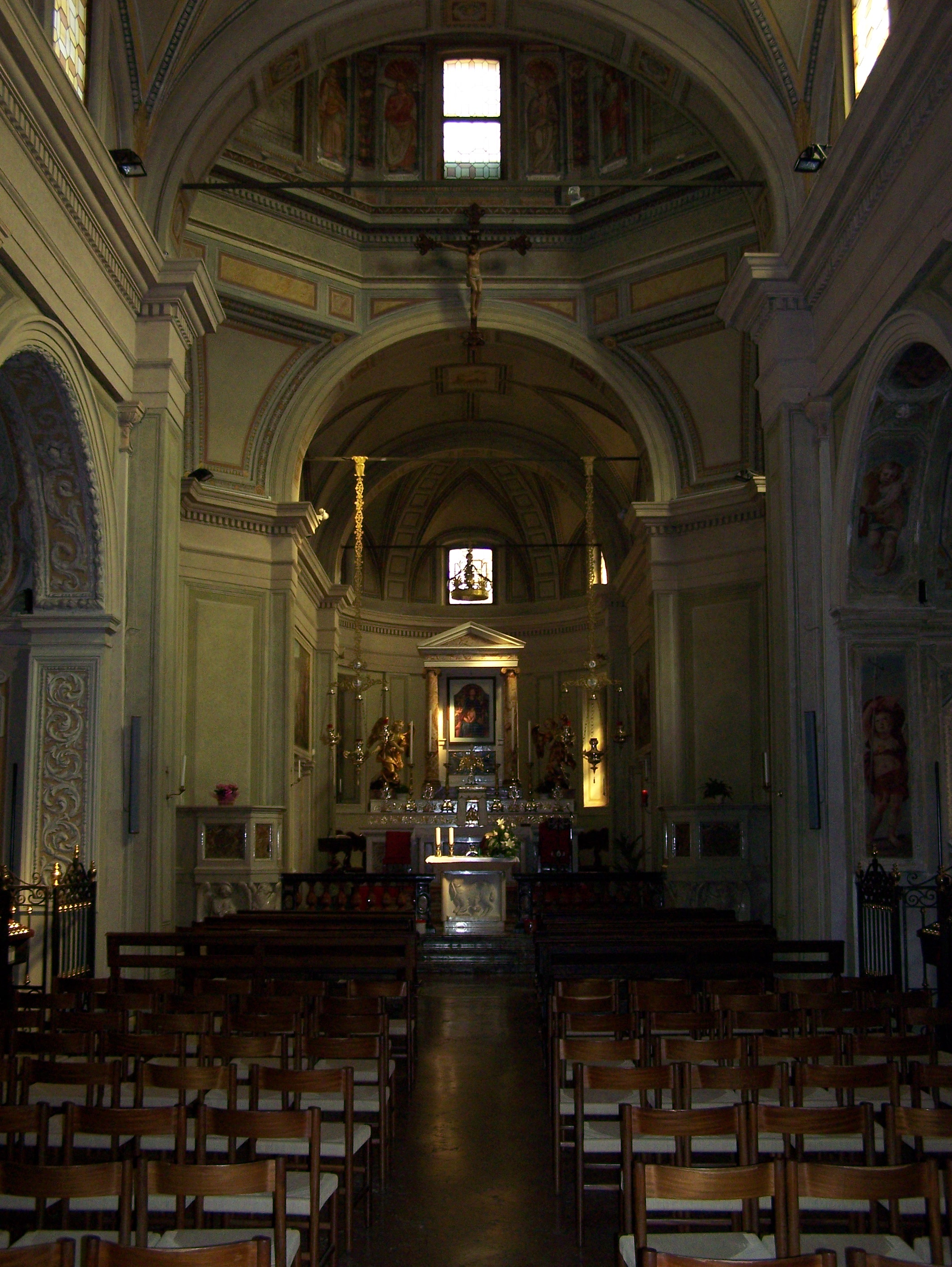
L'interno della chiesa inferiore del santuario, dedicata a san Nicola

Nel 1556, ad appena un anno dal miracolo, si decise anche di ampliare la già esistente struttura in modo da accogliere più correttamente le funzioni ed il numero di fedeli sempre crescente che andava presentandosi a Corbetta. Fu così che il già descritto capitolo, grazie a propri contributi ed alle offerte ricevute dai fedeli, decise di acquistare un terreno retrostante l'abside della chiesa, in modo da costruirvi un coro, spostando l'altare maggiore in una posizione più retrocessa dal momento che in precedenza questo sorgeva sotto la cupola. Tali lavori vengono ancora oggi ricordati da un'epigrafe a lapide che si trova nel coro stesso della chiesa.

### Ampliamenti del XVII secolo
Altri lavori di ampliamento e modifica della struttura nel suo complesso, ebbero luogo all'inizio del XVII secolo: all'esterno vennero imbiancate le pareti con polvere di marmo, oltre alla costruzione di una più ampia scala lignea per permettere l'accesso alla parte superiore del santuario. All'interno viene realizzata la pavimentazione ad opera di Cristoforo Alemani che decide anche l'innalzamento dell'altare maggiore attraverso decorazioni marmoree ancora oggi visibili e la realizzazione dei lavori ad intarsio che rappresentano lo stemma di Pio IV (che concesse la Bolla del Perdono al santuario corbettese) e quello di San Carlo Borromeo in perpendicolo alla cupola.
L'altare maggiore era a questo tempo in legno, intagliato da Giulio Mangone; oggi di tale opera rimangono solamente due angeli oranti che si trovano come un tempo ai lati dell'altare principale ove si trova ancora un'ancóna che rappresenta San Nicola e risale al 1616.
In quegli stessi anni Fabio Mangone, architetto della fabbrica del duomo di Milano, venne chiamato per la direzione dei lavori che andavano ad assicurare solidità alla cupola che minacciava di crollare, eseguendo nel contempo anche dei disegni per l'esecuzione della balaustra marmorea che ancora oggi precede l'accesso all'altare maggiore, che venne realizzata nel 1620 dagli scultori Giovanni Domenico Vigna e Giovanni Morelli. Fu sempre Mangone, inoltre, a progettare la facciata del santuario che però la peste del 1630 e le scarse condizioni economiche del tempo accantonarono, lasciando ad unica testimonianza il progetto presentato alla parrocchia e conservato nell'Archivio del Santuario.
Fu in quegli anni, inoltre, che venne eretta un'imponente scalinata di marmo che, completata nel 1690, dalla piazza antistante la chiesa, raggiungeva la cappella superiore dall'esterno, costeggiando il lato dell'edificio, occupando quindi anche l'attuale piazzetta Pio IV. Sulla cappella superiore di quest'epoca, si sa che essa aveva luce da un grande finestrone a forma di nicchia posto al centro della facciata, proprio in fronte all'affresco della Madonna la quale venne inizialmente protetta da una tenda e successivamente da una teca di cristallo (1706).

### Il fervore settecentesco: lavori al santuario superiore (1743-1750)

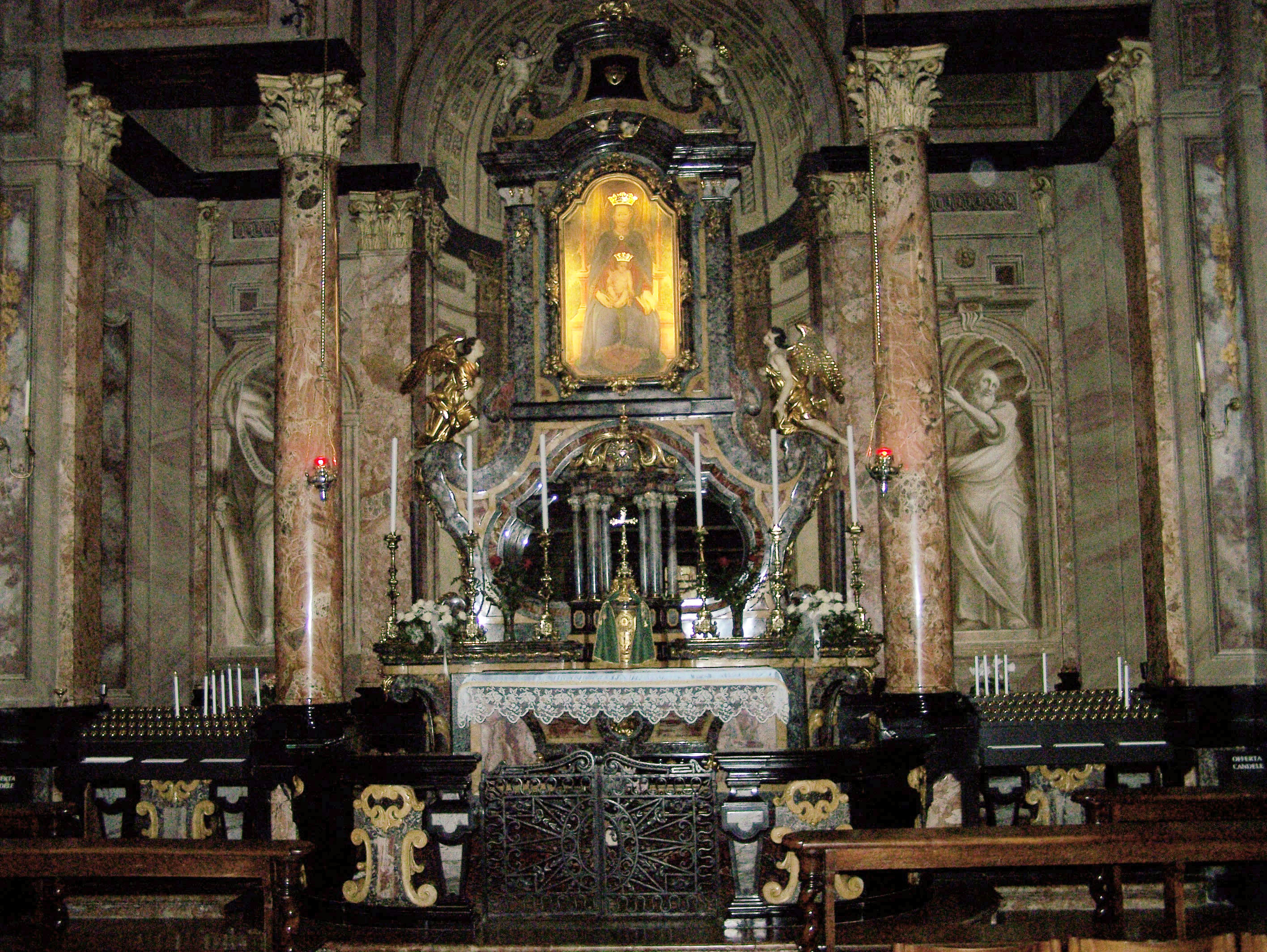
Il settecentesco altare rococò del santuario superiore con l'immagine miracolosa dipinta da Gregorio Zavattari nel 1475.

Il Settecento fu il secolo che senza dubbio donò maggior fervore ai lavori compiuti in santuario a Corbetta.
Nel 1733, infatti, venne progettata la riedificazione della cappella superiore, di dimensioni maggiori secondo un progetto già stilato, che però ebbe luogo grazie ad una delegazione solo nel 1736 grazie all'influenza dei nobili locali Filippo Archinto, Francesco Maria del Maino e Giuseppe Brentano. Sarà quest'ultimo che proporrà di contattare per i lavori il celebre architetto Francesco Croce che già a Corbetta stava lavorando al suo palazzo (palazzo Brentano). Sarà Croce che proporrà di spostare la sede dell'affresco e di progettare un nuovo altare maggiore per accogliere la pittura, ma fortunatamente nel 1740 il medesimo capitolo, poco convinto, decise di chiamare a consultazione anche l'architetto Donnino Riccardi che propese a favore di tutti nel lasciare l'affresco nella sua posizione originaria, rialzandolo solo leggermente per porlo al centro del nuovo santuario superiore.
Il Croce si occuperà invece della realizzazione dei due scaloni laterali che consentono ancora oggi l'ingresso alla parte superiore del santuario, aggiungendo anche delle nuove decorazioni in marmo poi eseguite dallo scultore Carlo Nava, oltre all'elaborato altare rococò realizzato in marmo nero e bronzo dorato da Carlo Antonio Pozzi. La facciata venne interamente riprogettata da Croce ed è sino al secondo ordine così come era stata concepita nel Settecento, ovvero con una statua centrale raffigurante la Madonna con Bambino realizzata da Angelo Maria Beretta attorno al 1750 e trasportata dal cantiere di realizzazione attraverso il Naviglio Grande sino a Robecco sul Naviglio e poi da lì a Corbetta a mezzo di un carro. Viene rifatta, sempre da Croce, anche la balaustra dell'altare maggiore che viene interamente offerta da Carlo Brentano, figlio del defunto conte Giuseppe, il quale pagherà anche la rizzata della piazzetta antistante la chiesa.
Nel 1775 vennero iniziati i lavori di affresco interni alla struttura del santuario di cui vennero incaricati i pittori Giuseppe Reina (che si occupò delle strutture architettoniche illusorie) e Giovanni Battista Perabò (che realizzò gli affreschi a soggetto). Trionfante, in centro alla cupola della nuova cappella superiore, l'affresco raffigurante l'Assunzione della Vergine, assieme alle Quattro virtù primarie di Maria negli angoli, oltre agli Otto misteri principali della vita della Madonna nelle aree laterali degli intercolumni, dipinti a monocromo. Altre nicchie di finta architettura accolgono quattro statue dipinte raffiguranti Isaia, Davide, Giuditta ed Ester che annunciano la venuta del Messia, oltre a numerosi simboli mariani.
Perabò dipinse anche il famosissimo affresco di fronte a quello raffigurante l'evento miracoloso, mentre il pavimento a mosaico venne realizzato nel 1868 ad opera di Davide Macchi.

### I lavori dell'Ottocento
Nell'Ottocento l'attenzione si spostò nuovamente sulla chiesa inferiore di San Nicola ove innanzitutto venne sostituito l'altare seicentesco con un nuovo progetto datato al 1820-1822 ad opera di Luigi Tantardini e Gioachino Cenchione basato su disegni di Luigi Rovida. Quanto alla cupola, essa era stata imbiancata già nel Seicento per un'epidemia di colera, e venne ridecorata interamente nel 1874 da Mosè Bianchi da Mairago con le figure dei quattro evangelisti ed il padre eterno sopra l'altare, strappati dalla loro sede dopo che i restauri del 1950 riportarono alla luce gli affreschi rinascimentali sottostanti. Tali dipinti sono oggi conservati presso il museo del santuario.
Nel 1824, ad opera del Rettore Francesco Porroni, vi venne installato un organo Prestinari, restaurato tra il 1874 ed il 1875 da Giuseppe Prestinari, secondo i suggerimenti del noto organista Giuseppe Della Valle. L'organo venne rimosso durante i restauri della chiesa negli anni '50 del XX secolo.

### La facciata eclettica nel Novecento
Come si è già detto, parte della facciata era già stata eseguita nel Settecento, ma nel 1889 essa venne definitivamente conclusa ad opera dell'architetto Luigi Moretti che, avvalendosi dello scultore Pietro Fumeo, l'arricchì di nuove statue di pietra sul modello dello stile eclettico tardo ottocentesco, concludendo il timpano sopra l'ingresso con le statue della Fede e della Carità, il tutto corredato da bassorilievi rappresentanti l'albero della vita (a simboleggiare il vecchio testamento) e la Madonna coronata di dodici stelli (nel segno del nuovo testamento) che affiancano la scena centrale dell'apparizione e del primo miracolo.
Per l'occasione la facciata venne corredata su ciascun lato da due lapidi commemorative dell'evento miracoloso che diede origine all'erezione del santuario stesso.
| MARIA QUI APPARENDO CON GESU' BAMBINO IL XVII APRILE MDLV GUARIVA UN SORDO MUTO, CHIAMAVA LA MOLTITUDINE A PIETA' --------------------- ENTRA O FEDELE. EFFONDI IL TUO NEL CUOR DELLA MADRE. Iscrizione sul lato di sinistra della facciata |

Originali e ancora visibili sono i tre doppi portali in noce intagliati che risalgono sempre alla fine dell'Ottocento.

### I restauri prima dell'incoronazione

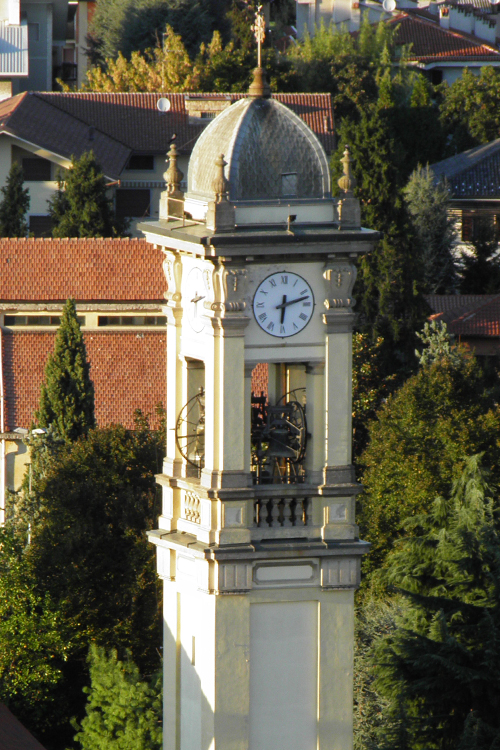
Il campanile del santuario di Corbetta, realizzato nel 1914.

Nel 1914 iniziarono i lavori per la costruzione dell'attuale campanile (prima completamente inesistente) e negli anni '30 venne eseguito il progetto e la realizzazione vera e propria dell'area del rettorato, che andò a restaurare le antiche case di proprietà del rettore (XVII-XVIII secolo) ed a ri-articolarle in due cortili distinti da un porticato ad archi con un camminatoio terrazzato, edifici che ancora oggi accolgono la rettoria e le stanze del museo del Santuario stesso.
Tra il 1948 ed il 1955 venne condotta un'ampia opera di restauro del santuario intero dal momento che si era iniziata la causa per l'incoronazione pontificia della Madonna di Corbetta che si concluderà con la fastosa cerimonia del 1955 presieduta dall'allora arcivescovo milanese, Giovanni Battista Montini, alla presenza della RAI e di altre personalità come il senatore Emanuele Samek Lodovici. Padre Giovanni Antonio Rocco, somasco e fondatore delle Oblate della Mater Orphanorum, già docente allo studentato teologico di Corbetta donò le vetrate del santuario superiore durante questo medesimo periodo.
La chiesa inferiore di San Nicola si trovava in pessime condizioni e venne chiamato l'architetto Giannino Castiglioni a dirigere i restauri assieme ai figli Giacomo ed Achille, i quali riscoprirono con dei saggi dell'intonaco la presenza di altre pitture ben più antiche di quelle presenti, il che suggerì di rimuovere i rifacimenti settecenteschi ed ottocenteschi a favore delle linee classiche rinascimentali che si possono ancora oggi notare nella struttura. In particolare nella cupola vennero riscoperti affreschi eseguiti dalla scuola di Aurelio Luini raffiguranti Cristo, la Vergine, gli apostoli, Sant'Ambrogio e San Nicola nel tiburio e, lungo tutta la superficie della cupola, i volti di una miriade di piccoli putti. Fu in quegli anni che il pittore Primo Lavagnini dipinse ai lati dell'altare due vicende della vita di San Nicola (1954).

## Le cappelle della chiesa di San Nicolao
Le cappelle interne al santuario inferiore, vennero costruite nel corso dei secoli XVI-XVIII grazie alla munificenza delle nobili famiglie locali, come voto in favore della Madonna dei Miracoli.
Esse sono riportate qui di seguito nella loro descrizione, iniziando dall'ingresso, navata di destra e concludendo all'ingresso, con la prima cappella della navata di sinistra.

### Cappella di Sant'Antonio da Padova
La cappella risale nella sua costruzione al 1620 e venne decorata tra la fine del 1648 e l'inizio del 1649. Probabilmente venne per prima eseguita la statua (tuttora sull'altare) di Sant'Antonio da Padova col Bambino, ad opera di Giovanni Giacomo Tencalla, membro di una famiglia di stuccatori lombardi già attivi nel comasco, nell'area del Ticino e nell'Impero austriaco.
I due quadri laterali, eseguiti a partire dal 1654 da Luigi Pellegrini Scaramuccia detto il Perugino, raffigurano, a destra Sant'Antonio che risuscita un morto per farlo testimoniare a favore di suo padre, a sinistra Sant'Antonio che intercede per una donna tentata dal demonio.
Nel 1657 Giovanni Stefano Danedi detto il Montalto, pittore trevigliese, presentò i disegni per gli affreschi ai committenti dei lavori alla cappella, i conti Frisiani; l'opera, che venne approvata il 15 febbraio di quello stesso anno, comprendeva gli affreschi che ancora oggi si possono ammirare nella cappella: Il miracolo del bambino caduto in una pentola, La messa di sant'Antonio con l'apparizione dell'anima beata, Sant'Antonio restituisce alla famiglia il bambino resuscitato (sulla volta) e la rappresentazione di quattro angeli sugli stipiti d'accesso e sull'intradosso dell'arco.

### Cappella della Pietà

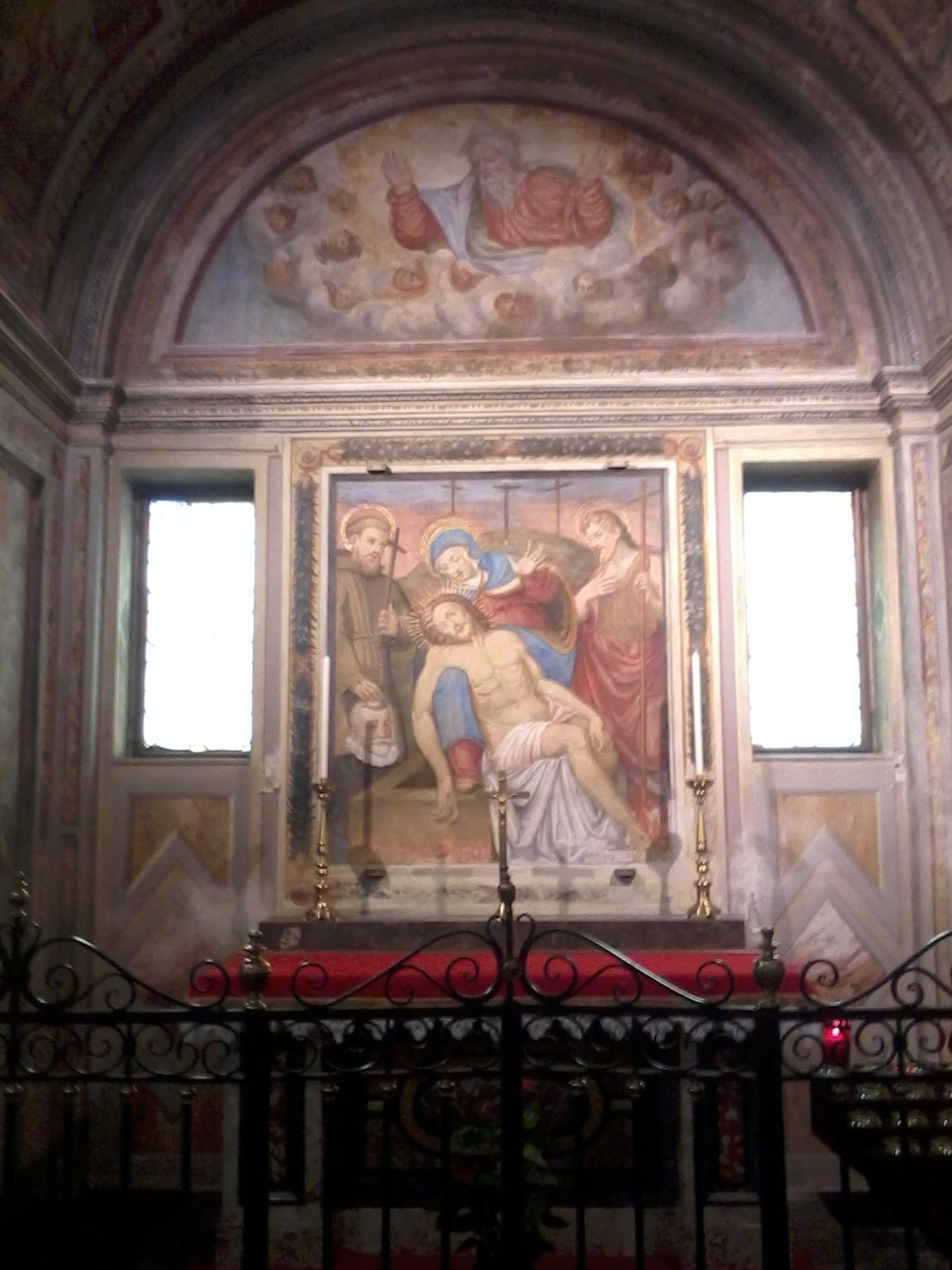
La cappella della Pietà

La cappella, dedicata inizialmente a san Francesco d'Assisi, venne costruita attorno al 1589 ed ultimata nel 1592, mentre la decorazione, iniziata poco dopo, venne terminata prima del 1612. Il committente viene identificato in Francesco Borri, proprietario della cappella stessa, mentre rimane imprecisato l'autore degli affreschi, forse riconducibile ad uno stesso familiare del Borri.
Gli affreschi vennero ricoperti con uno strato di intonaco già all'inizio del Seicento, quando venne cambiato il patrono della cappella. Tali dipinti sono stati oggi integrati all'interno dei dipinti successivi grazie ai restauri compiuti tra il 1949 ed il 1953.
A questo primo ciclo risalgono La deposizione dalla croce (a destra dell'altare) e La risurrezione (a sinistra), Il Padre eterno e angeli sulla lunetta, quattro Storie di san Francesco sulla volta, la Pietà con san Giovanni Battista e san Francesco con un offerente sulla parete di sfondo. Sulle lesene e sull'intradosso dell'arco vi sono decorazioni con lo stemma dei Borri riconducibili allo stesso periodo.

### Cappella di San Mona
La cappella risale al 1582-1592 ed inizialmente era dedicata a santa Dorotea. Le analogie stilistiche fanno supporre che le decorazioni, ricoperte da interventi successivi al 1612, fossero contemporanee agli affreschi della cappella della Pietà, realizzati intorno alla fine del Cinquecento. La cappella fu con certezza di patronato Borri, in quanto san Mona, vescovo di Milano, si diceva membro di questa stessa famiglia corbettese.
Il ciclo di affreschi ora visibile risale invece al 1657 ed è opera di Giovanni Stefano Danedi detto il Montalto. I soggetti rappresentati sono: San Mona che battezza, San Mona che appare in sogno ad Arnolfo, San Mona che ordina la costruzione di un edificio sacro (tutti sulla volta), Visione di san Mona (a destra dell'altare) e San Mona che distribuisce beni ai poveri (a sinistra).
Sugli stipiti d'accesso, nell'intradosso dell'arco e sulle lunette, otto angeli con paramenti episcopali decorano le restanti pitture.
La pala d'altare di san Mona, risale al 1660 ed è sempre opera del Danedi ed è inserita sull'altare con stucchi realizzati dal Tencalla, già attivo nella cappella di Sant'Antonio da Padova di questo stesso santuario.

### Cappella di San Giuseppe
Eretta nel 1615, la cappella era inizialmente dedicata a san Carlo Borromeo. Successivamente spogliata per volere del committente, rimase vuota sino al 1680 quando ne divennero proprietari gli Airoldi che, successivamente, la vendettero alla marchesa Anna Visconti-Stampa. Questa, nel 1697, ottenne l'autorizzazione di porre il proprio stemma nella cappella gentilizia, tuttora presente anche se incompleto, al culmine dell'arco terminale, cambiandone la dedicazione a favore di san Filippo Neri, contemporaneo ed amico del Borromeo.
Nel 1952 la cappella venne dedicata a san Giuseppe, mantenendo intatta la struttura e le decorazioni precedenti.
L'attuale decorazione a stucco sulla volta e la corniciatura della pala d'altare risale al 1697, così come i due affreschi laterali raffiguranti a sinistra la Carità di san Filippo ed a destra un Miracolo di san Filippo.

### Cappella di San Gottardo

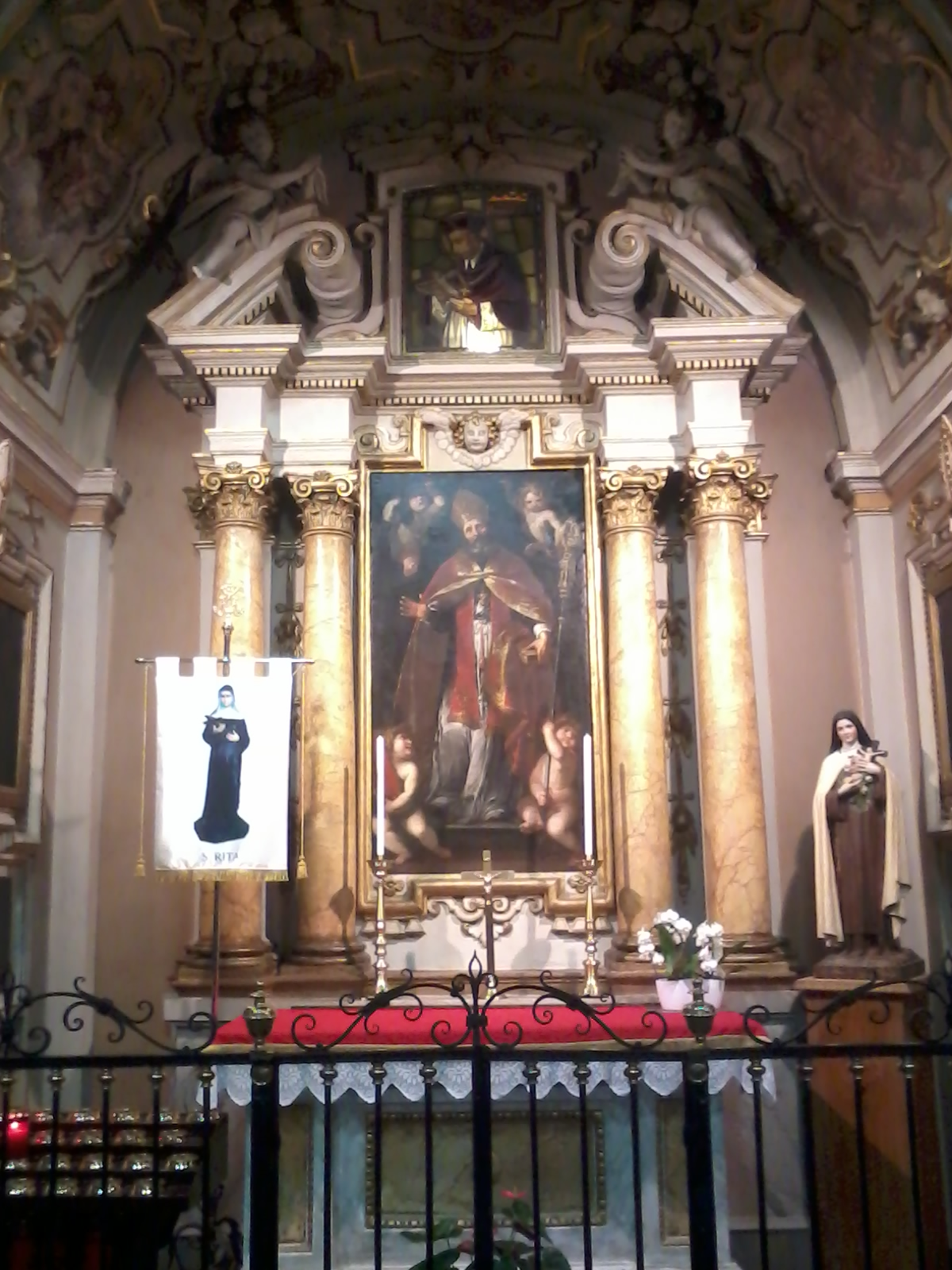
La cappella di San Gottardo

Eretta nel 1615, la cappella era inizialmente dedicata a san Giuseppe, ma nel 1649 (come ricorda una lapide commemorativa presente nella cappella) divenne patronato dei nobili fratelli Antonio e Giovanni Battista Frisiani che, l'anno successivo, la dedicarono ufficialmente al santo patrono della loro casata, Gottardo, dando inizio alle opere di decorazione.
Gli stucchi delle volte e dell'altare maggiore presentano analogie con quelli presenti nelle cappelle di San Mona e Sant'Antonio e come tali possono ricondursi allo stesso autore, Giovanni Tencalla. Gli stucchi della volta d'ingresso sono invece di epoca posteriore.
Al 1650 risale anche la pala dell'altare maggiore, di Giovan Battista Discepoli, raffigurante San Gottardo e gli angeli. Di Melchiorre Gherardini sono invece gli affreschi, risalenti al 1660, che raffigurano Gloria di san Gottardo e angeli sulla volta e Angeli musicanti sull'intradosso dell'arco.
I due quadri laterali presenti ora nella cappella sono delle copie degli originali custoditi presso il rettorato e raffigurano San Gottardo che guarisce l'oftalmica di Goslar donando a suo figlio un fiore (a destra) e San Gottardo che guarisce la cieca di Straubingen (a sinistra).

### Cappella del Crocifisso
Anticamente tale cappella non era presente in santuario, ma al suo posto si trovava una scala interna che permetteva dalla chiesa inferiore, l'accesso al santuario superiore, che viene riportata già dal 1685.
Nel Settecento, con i progetti che Francesco Croce portò innanzi per la costruzione di un più grande e spazioso santuario superiore, vennero progettati anche i due grandi scaloni che ancora oggi consentono l'accesso al piano alto della chiesa e come tale questa scala cadde in disuso e venne demolita.
Se ne ricavò quindi, nel 1829, una cappella dedicata al Crocifisso che nel 1854 venne decorata ad opera del pittore Giuseppe Toscani che affiancò i preziosi stucchi realizzati dai fratelli Albertazzi.

## Le campane del Santuario
Il campanile principale del santuario, possiede 5 campane intonate in Mi3 Maggiore, fuse dalla fonderia Ottolina di Seregno (MB) che suonano secondo il sistema ambrosiano.
- La campana minore (Si3) è stata fusa dai fratelli Ottolina nel 1915 (diametro 742 mm)
- La seconda campana (La3) è stata fusa dai fratelli Ottolina nel 1915 (diametro 834,5 mm)
- La terza campana (Sol#3) è stata fusa dai fratelli Ottolina nel 1915 (diametro 884 mm)
- La quarta campana (Fa#3) è stata fusa dai fratelli Ottolina nel 1915 (diametro 995 mm)
- La campana maggiore (Mi3) è stata fusa dai fratelli Ottolina nel 1915 (diametro 1120 mm)